# Červený Kostelec
Červený Kostelec település Csehországban, Náchodi járásban. Červený Kostelec Zábrodí, Studnice, Stárkov, Kramolna, Havlovice, Rtyně v Podkrkonoší, Červená Hora, Horní Radechová, Hronov és Slatina nad Úpou településekkel határos. Lakosainak száma 8299 fő (2024. január 1.).

## Népesség
A település lakosságának változását az alábbi diagram mutatja:
| Lakosok száma | 6130 | 7485 | 7797 | 8342 | 9196 | 8467 | 8355 | 8352 | 8229 | 8299 |
|               | 1869 | 1890 | 1921 | 1950 | 1980 | 2001 | 2017 | 2019 | 2022 | 2024 |